# Burla di Bardakçı Baba

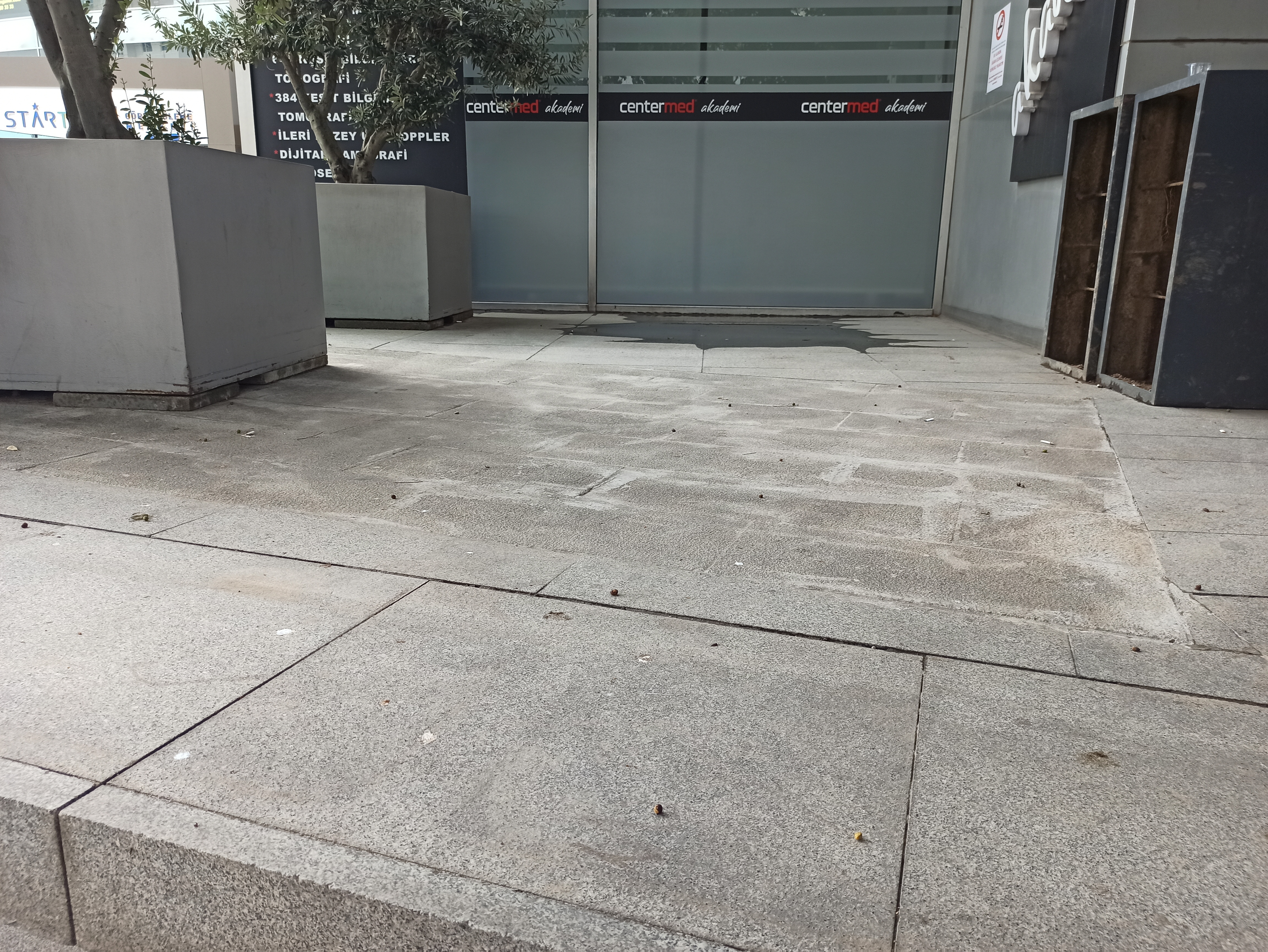
Il luogo dove si trovava la tomba di Bardakçı Baba, riconoscibile dalla diversa pavimentazione

La burla di Bardakçı Baba ("Papà mastro bicchieraio" in turco) è consistita nella creazione di una falsa tomba di un mistico sufi mai esistito, a Istanbul, nel quartiere di Fulya. Il sepolcro, eretto nel 1968 e successivamente spostato, ricostruito in forma lussuosa e infine smantellato, era diventato oggetto della pietà popolare nel quartiere.

## Storia

### Creazione del sepolcro
All'inizio degli anni 1970, un gruppo di giovani che studiavano alla facoltà di odontoiatria dell'Università di Marmara a Fulya, nel distretto di Beşiktaş, a Istanbul, aveva trasformato un boschetto accanto alla scuola in un luogo di incontro, dove la sera ci si radunava a studiare e bere vino tra gli alberi. Dopo un po' gli studenti portarono un tavolo di legno, qualche sedia, e alcuni bicchieri. Col tempo i membri del gruppo aumentarono, e con essi il numero dei bicchieri. Un giorno gli studenti per scherzo scrissero sul tavolo il nome "Bardakçı Baba" ("Papà Mastro bicchieraio" in turco), che suonava come il nome di un mistico sufi grazie al titolo onorifico Baba. Più tardi, essi costruirono un tumulo simile a una tomba, e vi nascosero il teschio che usavano per le esercitazioni. Era così nata la "Tomba di Bardakçı Baba". Una sera, tornando nel boschetto, scoprirono che qualcuno aveva portato una bottiglia d'acqua e l'aveva posta di fronte al tumulo in segno di devozione. Così nacque il culto di Bardakçı Baba. Negli anni settanta il tumulo venne spostato per lavori stradali dall'altra parte della strada, e divenne un luogo frequentato dagli abitanti del quartiere che impetravano grazie per i motivi più disparati, come problemi di salute, avanzamenti nel lavoro, mancanza di denaro, amori non corrisposti. Come offerta venivano portati bicchieri che venivano spezzati di fronte al tumulo. Negli anni duemila la zona venne urbanizzata, e il tumulo, vicino al quale il dipartimento per il culto aveva attaccato un manifesto dove si spiegava che bisognava pregare direttamente Allâh e non intermediari umani, venne a trovarsi nel terreno destinato a un lussuoso centro commerciale.

### Svelamento della burla
A quel punto, nel 2002, uno dei partecipanti allo scherzo uscì allo scoperto, raccontando la beffa, e spiegò che il teschio era uno di quelli usati per le esercitazioni, descrivendo le capsule e il palato di plastica fabbricati dagli studenti. Egli giustificò il ritardo nella rivelazione affermando che con la presenza della tomba aveva sperato di evitare l'abbattimento degli alberi del boschetto. L'impresa costruttrice propose di rimuovere il tumulo, ma ci fu una sollevazione popolare: venne quindi costruita una tomba elegante in marmo nero, delimitata da cristalli (allusione alla professione del defunto) e illuminata di notte, che portava l'iscrizione consueta sulle tombe turche "Ruhuna Fatiha", cioè l'esortazione a recitare al-Fātiḥa, la prima sura del Corano, in memoria del defunto. Parallelamente a ciò, il dipartimento dei cimiteri e il Mufti di Beşiktaş fecero un'indagine e scoprirono che nei registri ufficiali non esisteva alcuna notizia relativa al santo. Ciò non impedì tuttavia la costruzione della nuova tomba nel 2008.
Quindici anni dopo la rivelazione della burla, la tomba venne smantellata; a ricordarla rimane solo una diversa pavimentazione sul selciato dove era posta.